# Sparta (Missouri)
Pour les articles homonymes, voir Sparta.
Sparta est une ville du comté de Christian, dans le Missouri, aux États-Unis,. Située au centre du comté, elle est incorporée en 1885.

## Démographie
Lors du recensement de 2010, la ville comptait une population de 1 756 habitants. Elle est estimée, en 2016, à 1 864 habitants.

## Source de la traduction
- (en) Cet article est partiellement ou en totalité issu de l’article de Wikipédia en anglais intitulé « Sparta, Missouri » (voir la liste des auteurs).